# Unità militare terrestre
Le unità militari terrestri sono le unità operative o amministrative in cui viene strutturata una forza armata. La branca dell'arte militare che studia l'organizzazione delle unità militari è l'organica. Qualsiasi forza armata deve operare in modo tale che non venga perso il controllo sulle azioni dei componenti, quindi, considerando che spesso deve intervenire su aree più vaste di quelle raggiungibili in tempi utili per modificare il corso di un'azione, la forza armata viene suddivisa in un certo numero di unità che possono agire sotto un controllo più diretto di quello che sarebbe possibile ottenere con un unico controllo centrale.
Le unità militari, indipendentemente dalla forza armata, hanno una "propria" struttura gerarchica, che funge pure da raccordo tra le unità maggiori e le unità minori. Naturalmente le capacità operative delle unità militari diminuiscono man mano che viene ridotta la loro dimensione.
L'organica è la disciplina, parte dell'arte militare, che studia gli aspetti organizzativi delle forze armate.
Può essere considerata la capostipite delle discipline organizzative; da essa la scienza dell'organizzazione aziendale ha mutuato molti dei suoi principi.
Le forze armate sono il complesso di persone e mezzi di cui dispone il governo (normalmente solo quello centrale) per implementare con l'uso della forza la sua politica estera e interna.
Dalle forze armate in senso stretto si distinguono le forze di polizia, che operano esclusivamente all'interno dello stato per tutelare l'ordine pubblico e la pubblica sicurezza; tuttavia possono considerarsi organizzazioni militari, in senso lato, anche quelle che costituiscono le forze di polizia quando i loro appartenenti hanno uno status assimilabile a quello dei militari e sono organizzate sul modello delle forze armate.
Leggi la voce

## Origine delle unità militari
Le origini delle unità militari si perdono agli inizi della storia, tanto che, nel mondo occidentale, già nell'Iliade i guerrieri sono raggruppati per nazione di provenienza. Le unità militari in questo senso sono più gruppi di soldati che combattono insieme che unità organiche che si differenziano per il relativo impiego. Si può concludere che, anche se le unità militari non esistevano al tempo della spedizione contro Troia, certamente esistevano all'epoca di Omero.
In Egitto certamente l'esercito era organizzato in grandi unità complesse già nel XIII secolo a.C., all'epoca della battaglia di Kadesh: l'armata del faraone Ramses II era organizzata in quattro "divisioni" di 5.000 uomini ciascuna, ognuna con una forza di fanteria e carri da battaglia organicamente assegnata, ed ognuna reclutata in una zona diversa del paese; i 4.000 fanti, in maggioranza arcieri, erano divisi in 20 compagnie (sa) di 200 - 250 uomini, ciascuna dotata di un proprio stendardo, mentre i restanti 1.000 uomini fungevano da equipaggio per i 500 carri (ognuno con un auriga ed un arciere), assegnati 25 per ogni sa. Le divisioni marciavano separatamente, ma ad una distanza tale da permettere un rapido ricongiungimento; di fatto potevano operare in maniera indipendente, ognuna con un proprio obbiettivo specifico assegnatole.
Nelle strutture militari orientali la divisione degli eserciti in unità minori è già riportata da Sun Zi (VI secolo a.C.), quindi può essere ritenuta una pratica già in uso negli stati cinesi dell'epoca. Mentre con Sun Pin, vissuto nel secolo successivo, vengono riportate differenziazioni delle unità per quanto riguarda il loro impiego.

## Unità militari in epoca classica

### Il mondo greco

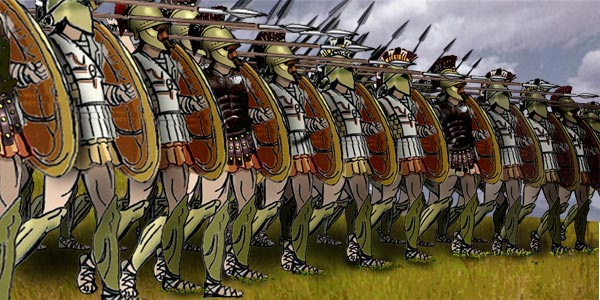
Ricostruzione della falange oplitica greca. In realtà l'equipaggiamento dei soldati non era uniforme, tranne che a Sparta, dato che ognuno doveva procurarsi da solo le armi e decorarle.

La prima unità organizzata di cui si ha notizia in occidente in epoca classica è la falange oplitica delle città-stato della Grecia, comparsa attorno all'VIII secolo a.C. Questa unità, occupata da persone abbienti che potevano permettersi armi e armature, era ulteriormente divisa in unità minori, a Sparta in enomotía (23 opliti) con quattro enomotíae che formavano un lóchos (disposto su 8 linee). Successivamente, ai tempi di Senofonte, i lóchoi furono portati a 144 uomini, con quattro lóchoi che formavano una mora, con 6 morae che costituivano tutto l'esercito spartano (quindi di circa 3600 opliti). È proprio con la nascita della falange oplitica che nasce il concetto di unità militare (táxis) in cui ogni componente ha una funzione collegata a quella del soldato che ha accanto (eutaxía). A fianco della falange oplitica compaiono unità di cavalleria e di fanteria leggera (peltastai) solo successivamente alla guerra del Peloponneso.
A parte alcune eccezioni (battaglia di Leuttra), lo scontro tra falangi era una semplice spinta fra le prime linee (che potevano arrivare fino a 40 per tenere alto il morale e impressionare il nemico, anche se spesso non se ne utilizzavano più di 8), in cui le linee posteriori non avevano un'arma offensiva in grado di nuocere al nemico (la lancia dell'oplita era lunga circa 2,45 m). La falange macedone dotò i componenti di una lancia molto più lunga, in modo che anche le linee dopo le prime due o tre fossero in grado di impegnare il nemico. La nuova lancia (sarissa), ora lunga circa 6 m, non poteva essere tenuta con una mano sola, quindi fu necessario ridurre il peso sia dello scudo sia della protezione generale del soldato, e la falange oplitica divenne il syntagma della falange macedone. La táxis, unità base di fanteria, su dodici linee di guerrieri, era una perfetta macchina in difensiva, capace di rompere ogni attacco frontale, ma, in offensiva, era lenta ed estremamente vulnerabile sui fianchi, quindi, a fianco delle táxis, dovevano essere schierate unità di fanteria leggera (hypaspistài) o di cavalleria (hetàiroi) per aggirare il fianco del nemico e spingerlo contro le lance della fanteria pesante. La táxis a sua volta era divisa in unità minori, con valore "amministrativo" più che tattico: (decarchia, lóchos, pentacosiarchia). In questo modo la falange diventava la prima unità pluriarma a comparire negli eserciti occidentali, con un rapporto fra fanteria e cavalleria di circa 2:1 all'epoca di Alessandro Magno. Queste caratteristiche resero la falange macedone l'unità militare più avanzata dell'epoca, praticamente invincibile nella pianure dell'Asia Minore. Nei regni dei diadochi la falange organicamente ebbe un'ulteriore evoluzione, con l'inserimento di unità di cavalleria leggera ed anche di elefanti, tuttavia l'impiego tattico non fu più così brillante come alle origini, riducendosi progressivamente ad uno scontro frontale fra taxis, con un aumento continuo del rapporto fra fanteria e cavalleria.

### Roma

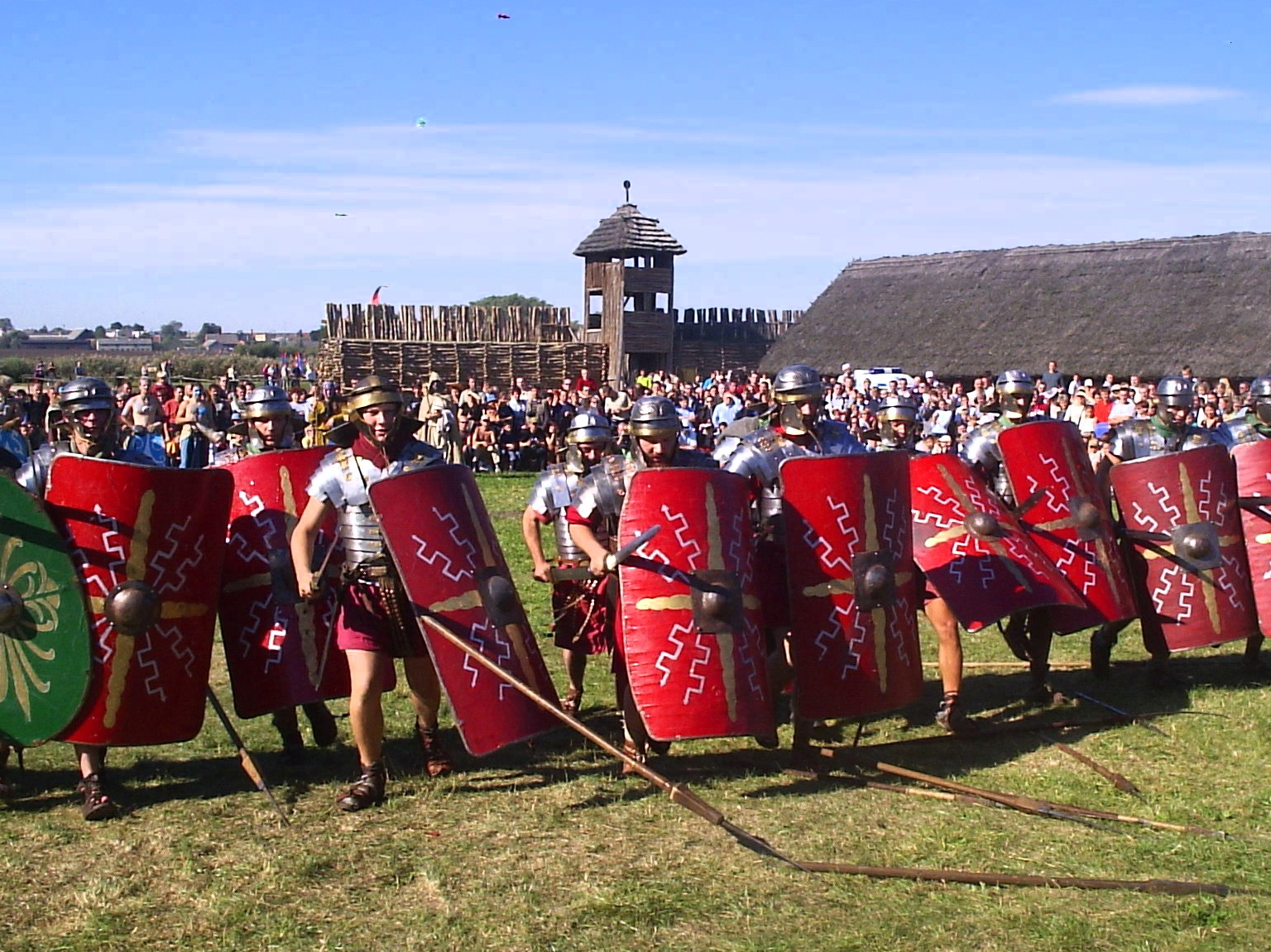
Ricostruzione della avanzata in formazione dei soldati romani armati di scutum e gladium dopo il lancio dei pila

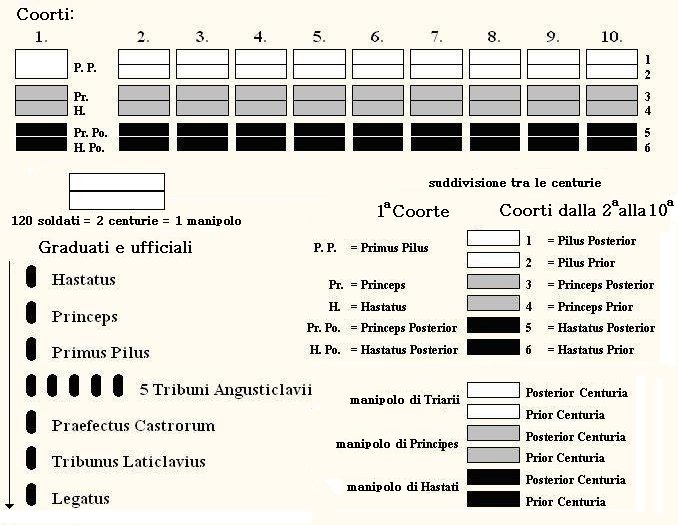
Struttura della legione imperiale (fine I secolo a.C.)

La falange oplitica venne adottata anche da Roma che probabilmente la mutuò dai coloni greci residenti in Italia. La data di questo fatto non è certa ma sembra che questo si debba collocare negli scontri, vittoriosi, che Roma ebbe con gli etruschi (circa VIII secolo a.C.). Servio Tullio, sesto re di Roma secondo la tradizione, riformò l'esercito censendo tutti i cittadini e le rispettive proprietà terriere, quindi li divise in classi (ognuna con l'obbligo di equipaggiarsi secondo le proprie possibilità economiche) per poi inquadrarli in centurie.
L'esercito rimase inizialmente una milizia temporanea. Il senato infatti decideva ogni anno quanti cittadini reclutare e dove inviarli e, almeno fino a quando Roma rimase una piccola comunità, questo significò inviarli tutti nelle stesse battaglie (da qui il termine "legione", da legio, che in origine significava "leva" e racchiudeva tutta la popolazione in armi). La civiltà romana, che nelle guerre sannitiche aveva apprezzato la facilità con cui i Sanniti riuscivano ad organizzarsi in terreno impervio, grazie alla loro capacità di far operare indipendentemente unità di dimensioni ridotte (famoso è l'episodio delle Forche Caudine, in cui i romani furono pesantemente sconfitti dai Sanniti, proprio grazie alla maggiore flessibilità delle unità di questi ultimi), sentì la necessità di operare con formazioni meno serrate di quelle con cui operava la falange e questo costrinse i romani anche a modificare l'organizzazione dell'esercito, quindi una legione (circa 4200 fanti e 300 cavalieri all'epoca delle guerre puniche) era divisa su tre linee, di cui le prime due armate con due giavellotti (pila) da utilizzare nella prima fase del combattimento, per poi continuare la mischia con la spada (gladium), solo la terza linea (i triarii, circa 600 uomini tra i più anziani e quindi con più esperienza) restava armata di picca, con un utilizzo tattico come riserva d'urto (per rompere definitivamente il fronte del nemico) o come copertura in caso di ritirata della legione. In prima linea stavano gli hastati, gli uomini più giovani, seguiti dai principes, di circa trent'anni e con esperienza di combattimento sulle spalle, e infine, come già detto, dai triarii. Il fatto rivoluzionario in tutto questo era che ogni linea della fanteria era a sua volta divisa in dieci manipoli (120 uomini ripartiti in due centurie di ugual dimensione), che, disponendosi a quinconce, permettevano il sostegno reciproco, facendo avanzare e retrocedere hastati e principes a seconda della necessità. La legione, in quanto grande unità pluriarma, aveva anche contingenti di cavalleria (alae) e contingenti specializzati di alleati (socii).
In realtà la legione ebbe un'evoluzione continua, passando dallo schema descritto sopra (usato dalle guerre sannitiche fino alla battaglia di Canne) ad uno schema concepito da Scipione Africano in cui, pur essendo conservato lo stesso organico, le tre linee (hastati, principes, triarii) operavano come "brigate indipendenti", permettendo azioni sul fianco nemico da parte di principes e triarii, mentre il fronte era bloccato dagli hastati. Furono queste innovazioni tattiche che permisero alla legione di risalire la china della seconda guerra punica ed arrivare alla vittoria finale contro Cartagine. Sul piano dell'armamento queste modifiche tattico-organiche portarono all'abbandono della picca anche da parte dei triarii, che ora non avevano più funzioni per il combattimento in ordine chiuso. Nello stesso periodo fu introdotta un'ulteriore modifica organica nella legione, cioè un'unità intermedia fra manipolo e legione, che raggruppava tre manipoli dei tre diversi ordini (hastati, principes e triari), detta coorte. Inizialmente la coorte utilizzò i triarii (ancora armati di picca) in prima linea, in modo da opporre uno schieramento compatto e fornito di armi lunghe alle spade ed all'impeto dei guerrieri Celtiberi e Lusitani in Iberia, guerrieri che avevano messo più volte in difficoltà le forze regolari romane. La coorte offriva diversi vantaggi al comandante di una legione: semplificava l'assegnazione degli ordini, che ora dovevano essere impartiti a 10 coorti anziché a 30 manipoli; costituiva un distaccamento efficace nel caso fosse stato richiesto il suo intervento in un'operazione che non giustificasse l'uso dell'intera legione; rendeva più flessibile l'esercito.
L'esercito "temporaneo" (non erano di professione neanche i sei tribuni militari che, a coppie, guidavano la legione) venne abbandonato verso la metà del II secolo a.C. perché l'espansione militare richiese uomini sempre più validi e pronti a trascorrere anni lontano da casa. Lasciando la propria terra infatti, un soldato, se tornava, andava spesso incontro a gravi problemi di natura economica. Questo mutamento, da esercito temporaneo a esercito di professione, è associato a Gaio Mario, ma probabilmente avvenne gradualmente. Il servizio militare occupò così gran parte della vita adulta del cittadino e creò distinzione tra soldato e civile. Le guerre civili del I secolo a.C. segnarono la fine della Repubblica in favore del Principato, durante il quale si concluse il processo di cambiamento che portò alla nascita di vere e proprie unità permanenti attive, in alcuni casi, anche per secoli, formate da uomini (spesso poveri) che decidevano di sottostare a una ferma di 25 anni. Nella prima età imperiale la legione si arricchì di armi neurobalistiche (il genio militare era invece attivo da più tempo), mentre tese ad aumentare la componente di cavalleria (sempre abbastanza ridotta in epoca repubblicana), diventando così una vera e propria unità indipendente, in grado di condurre anche assedi senza la necessità di supporti esterni.
Con il tardo impero (III e IV secolo) la legione (scesa ora a circa 1.000 uomini che facevano sempre più affidamento sulla cavalleria) in occidente venne suddivisa in vexillationes (equivalenti più o meno a dei distaccamenti), destinate a coprire solo postazioni locali, ed alla fine dell'impero praticamente era equiparabile alle unità barbariche con cui doveva combattere. Per far fronte alle crescenti minacce si privilegiò la difesa delle postazioni fortificate e le battaglie campali si ridussero lasciando il posto a rapidi attacchi a sorpresa. In oriente l'evoluzione della legione portò ad aumentare continuamente le componenti di cavalleria, più in termini di peso nell'impiego tattico che in termini di peso numerico. A partire dagli imperatori Diocleziano e Costantino I, anche se non è possibile avanzare una data certa, l'esercito imperiale cominciò a dividersi fra le vexillationes di fanteria che difendevano il limes e le sue fortificazioni ed una forza di cavalleria, il comitatus, che operava come corpo scelto con l'imperatore per intervenire dove fosse sorta la necessità di bloccare le forze che avevano superato il limes . Inizialmente il comitatus era un corpo limitato come numero di componenti, ma di elevata qualità come addestramento e morale. Successivamente il numero di componenti del comitatus aumentò, con una necessaria riduzione della qualità media dei componenti stessi.

## Unità militari in epoca medioevale

### Alto medioevo e Sacro romano impero
Nel corso degli ultimi secoli dell'Impero romano in occidente la legione lentamente si dissolse, per essere sostituita dalle istituzioni militari dei barbari. Questa evoluzione fu dovuta al progressivo inserimento di personale barbarico (particolarmente Vandali, Goti e Franchi) nei ranghi della legione. Questo inserimento di personale non omogeneo entro una struttura che era centrata sulla fanteria pesante ebbe l'effetto di trasformarla in base all'armamento e all'addestramento delle nuove reclute.
Mentre l'armamento base del legionario romano era il gladium (lungo circa 50 cm) e lo scutum (che copriva praticamente tutto il corpo) l'armamento dei barbari appiedati era su spada lunga (100 cm) e scudo rotondo, dato che lo scudo romano sarebbe stato di ingombro eccessivo se si doveva maneggiare un'arma delle dimensioni della spada. Questo comportava uno schieramento diverso della fanteria, che doveva avere i ranghi più larghi per poter usare l'arma, ma per questo motivo era maggiormente soggetta agli attacchi della cavalleria pesante, armata di lancia. A questo punto, avendo la fanteria pesante perso il suo ruolo centrale nella battaglia, il ruolo di "arma decisiva" venne progressivamente assunto da parte della cavalleria, che era principalmente cavalleria pesante, armata di lancia. Con lo sviluppo della cavalleria e la perdita di importanza della fanteria pesante assunse maggiore rilevanza la fanteria leggera, meno protetta della fanteria pesante, ma fornita di armi da getto (archi e giavellotti). Sulle istituzioni militari barbariche mancano fonti scritte, quindi non è facile capire quanto delle modifiche nella legione furono evoluzioni di tendenze già presenti e quanto fu invece importato dalle istituzioni presenti nelle forze armate dei barbari.
Con Carlo Magno, che completò l'opera di suo nonno Carlo Martello, i gradi militari e nobiliari furono equiparati, in quanto i nobili dovevano fornire all'esercito imperiale un numero di uomini dipendente dall'estensione dei loro possedimenti (feudi), uomini di cui restavano formalmente capi, creando quindi un sistema di unità militari strettamente legato alla figura del capo ed alla contiguità geografica fra gli appartenenti all'unità stessa. A fianco dei comandi militari veri e propri (inizialmente appannaggio dei nobili) si crearono incarichi militari particolari, da cui spesso derivano i nomi dei gradi militari usati ancora oggi. In un'epoca in cui la forza militare risiedeva essenzialmente nella cavalleria, in Francia il comes stabuli (connétable) (conestabile) o conte destinato alla gestione delle scuderie aveva un incarico di responsabilità elevatissima per tutto l'esercito, sotto al conestabile stava il marskalk (maréchal) (maresciallo), cioè il maniscalco. L'evoluzione del feudalesimo, che, ancor prima della fine del IX secolo, rese ereditario (e quindi non più soggetto a revoca) il titolo nobiliare, permise ai nobili di avere eserciti propri, non più soggetti al controllo dell'imperatore. Attorno alla fine del millennio comparve il nemico che avrebbe cancellato la cavalleria dal campo di battaglia: l'arma da getto. La reazione dei cavalieri fu la creazione di una nuova unità tattica, la "lancia", basata sul cavaliere e sullo scudiero supportati da tre arcieri e un coustilier (valletto armato di pugnale). Ad ogni lancia corrispondevano poi quattro cavalli: due per il cavaliere, uno per lo scudiero e uno per il trasporto. Gli eserciti dei re francesi erano dunque composti da batailles ("battaglie", l'equivalente di grandi unità miste da cui deriva, per errore di traduzione, l'italiano "battaglione" che si ispira al bataillon, formato da poche lance di 6-14 uomini) costituiti dalle lance e dai "satelliti", i fanti regolari che venivano impiegati alla stregua dei velites romani per scompaginare le formazioni nemiche dando via libera alla carica della cavalleria. Con il tempo le lance furono organizzate in "compagnie", che, al tempo di Carlo VII di Francia (1453) contavano ognuna 100 lance.
Lo strapotere che man mano i vassalli andavano guadagnando spinse Luigi VI di Francia a chiedere consiglio all'abate Sugerio di Saint-Denis per riformare l'esercito in modo da avere un vero e proprio esercito nazionale da contrapporre alle milizie locali. Venne dunque delineandosi un sistema di reclutamento di massa, utilizzato però solo in gravi occasioni, che, nonostante il suo carattere "nazionale", affidò ad ogni recluta il compito di armarsi da sola, sicché vi erano nobili con armature pesanti e cavalli, "borghesi" con archi e balestre e povera gente armata con gli strumenti del proprio mestiere (falci, forconi, mannaie ecc.). Questa novità spinse anche a formare milizie comunali per difendersi dalle scorrerie dei briganti. I capitani di queste giovani unità avevano armatura e cavallo ma non potevano, per distinguersi dai cavalieri nobili, armarsi di lancia o spada bensì di spiedo, scheltro (una sorta di giavellotto) o mazza; i soldati semplici erano chiamati "sergenti", termine derivato da servientes, servitori.

### Impero romano d'Oriente
Diversamente si evolsero i costumi militari nell'Impero orientale, dove le unità militari ebbero un'evoluzione
progressiva dalla legione, che, tuttavia, perse completamente le sue caratteristiche tattiche, diventando molto più simile alla falange macedone. Infatti l'arma più rilevante dal punto di vista tattico era la cavalleria pesante (cataphracti), mentre la fanteria forniva (quando ci riusciva) il perno di manovra per le azioni della cavalleria, supportata anche da cavalleria leggera di arcieri. L'unità base era la banda o il numerus, formata da circa 350 uomini, cinque bandae formavano una turma (di solito comandata da un duca), infine due turmae formavano un thema, comandato dal generale e ritenuto capace di operare senza bisogno di appoggio. Ogni thema si basava sul proprio distretto militare (thema), mentre le zone critiche, in cui sorgevano le fortezze più importanti, erano indicate come clissurae e poste sotto il comando di un clissurarca.
Per tutto il periodo dell'impero Bizantino fu estremamente curato l'addestramento delle truppe, che dovevano operare con armamenti non sempre maneggevoli (per esempio l'arco composito richiedeva un addestramento continuo delle truppe che lo utilizzavano). L'addestramento dei soldati, che quindi dovevano essere dei professionisti e non dei coscritti, richiedeva lunghi periodi, tanto che nel VI secolo d.C., i soldati restavano nei battaglioni di addestramento per un anno (a differenza delle sei settimane per gli eserciti NATO della seconda metà del XX secolo) e, quando venivano trasferiti alle unità combattenti, erano comunque considerati ancora inaffidabili per il combattimento.

### Arabi
Un cenno a parte meritano le unità militari arabe, che, nel VII secolo, dilagarono in tutto il Mediterraneo partendo da quello che oggi è il Vicino Oriente. Le unità arabe in Siria (che, all'epoca, comprendeva l'attuale Siria, il Libano, la Giordania e Israele/Palestina) si organizzarono, a somiglianza delle unità bizantine, su 4 iniziali distretti militari (jund): Homs, Damasco, Giordano e Palestina, a cui poi si aggiunse quello di Qinnasrin. Diverso fu lo sviluppo nella Penisola Iberica, dove i musulmani, per più di 500 anni, si scontrarono con i cristiani in quella che in spagnolo fu indicata come la "Reconquista". Uno scontro di quella durata, naturalmente, ebbe un notevole influsso sulle istituzioni militari di entrambi i partecipanti: le unità arabe, sotto il califfato omayyade, erano organizzate in tre e successivamente due kùwar (simili ai jund), protetti da una linea di fortificazioni (thugùr), con capoluogo a Saragozza e a Medinaceli. I reparti combattenti erano composti sia da truppe mercenarie (haslam), sia regolari, che potevano essere volontari pagati (muttawi'a) o combattenti per il jihād (mugahidìn o ahl al-ribàt), non pagati, ma partecipanti alla divisione del bottino. L'organizzazione era su gruppi di circa 5000 uomini di origine etnica omogenea (raya), a loro volta divisi in reggimenti (′àlam) di 1000 uomini, comandati da un qà'id, che, a loro volta, si suddividevano in unità minori (liwà di 200 uomini, band di 40 uomini ed infine ′uqda di 8 uomini). L'organizzazione in battaglia era simile a quella dell'esercito partico, in cui un perno di manovra di fanti armati di picca e scudo permetteva agli arcieri di agire con il tiro indiretto contro le fanterie nemiche ed alla cavalleria di operare lo sfondamento finale del dispositivo nemico.

### Mongoli

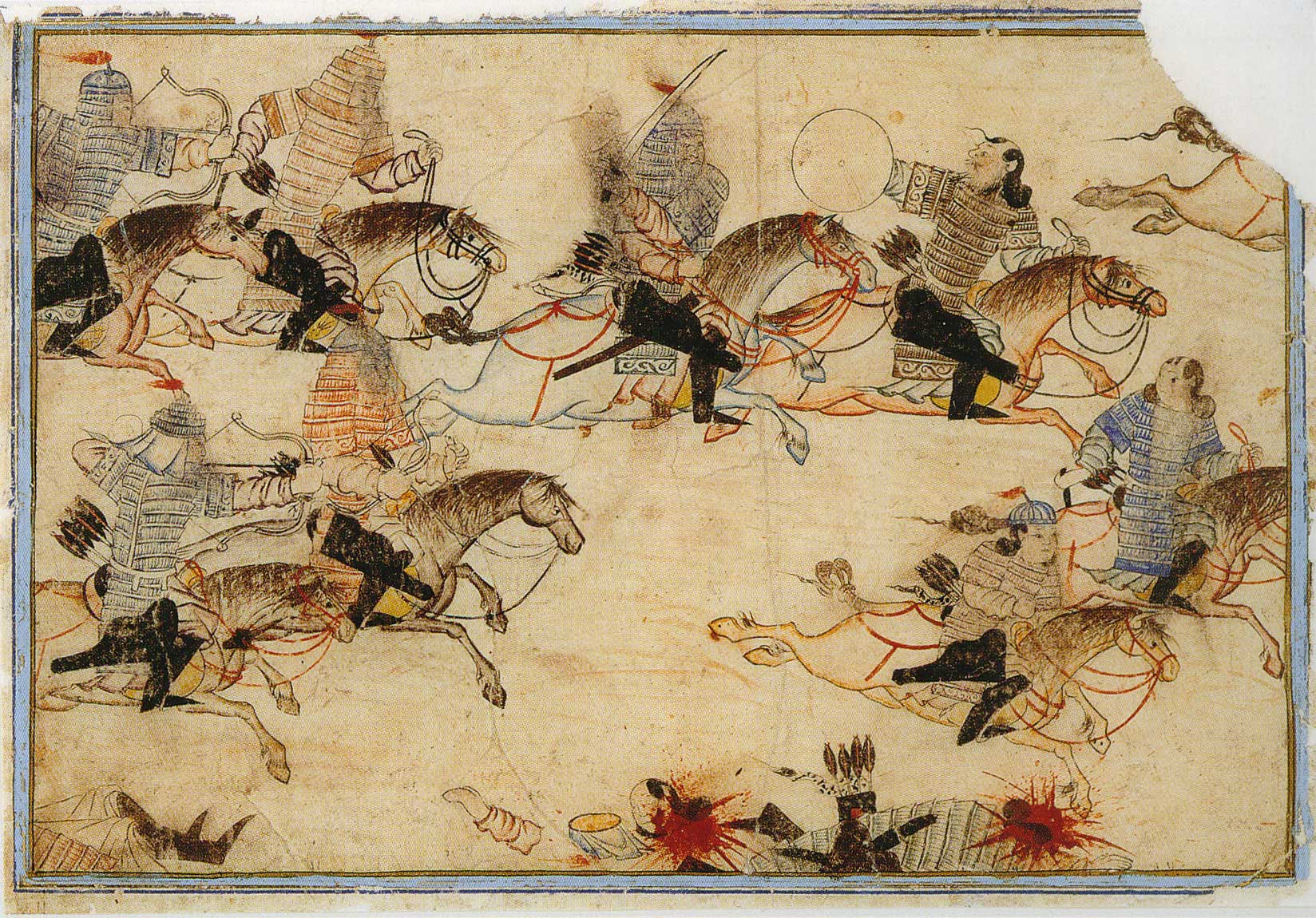
Guerrieri mongoli

Sul finire del XIII secolo, sotto il regno di Gengis Khan prima e dei suoi successori poi, i rozzi guerrieri tribali della Mongolia vennero trasformati in una forza da combattimento perfettamente organizzata, altamente disciplinata e con pochi eguali nella sua epoca; la storica Cecelia Holland ha rilevato che "era come se in un mondo medioevale fosse stato calato un esercito moderno".
L'armata mongola era organizzata sulla base di un semplice sistema decimale: l'unità più piccola era una truppa di 10 uomini (arban), guidati da un ufficiale; 10 arban formavano uno squadrone (jagun) di 100 uomini, l'unità tattica di base; 10 jagun formavano un reggimento di 1.000 uomini (minghan), e 10 minghan formavano l'unità più ampia, il tumen di 10.000 uomini. Una tipica armata mongola (ordu) poteva contare due o tre tumen, anche se nelle spedizioni più importanti spesso erano il doppio; territorialmente esistevano tre ordu, ed una di queste era la Guardia imperiale (keshik), composta dalle truppe migliori e direttamente sotto il comando del sovrano, il quale era costantemente accompagnato da almeno un minghan di guardie. Il trasferimento da un'unità all'altra era strettamente proibito, ed ogni uomo aveva una posizione ed un incarico ben specifico all'interno di essa. Il servizio militare era obbligatorio anche in tempo di pace solo per le guardie, ma sovente i coscritti rimanevano in armi per tutta la vita; erano reclutati tutti gli uomini abili dai 14 ai 60 anni d'età, e tutte le unità, anche le più piccole, erano composte da uomini provenienti da famiglie o tribù diverse, in modo che la fedeltà andasse al Khan e non ad una singola fazione.
I guerrieri mongoli erano praticamente tutti cavalieri, assegnati o alla cavalleria leggera (dotata di spada e giavellotti, ma senza corazza) o alla cavalleria pesante (dotata di corazza ed armata con lancia, spada e mazza); in genere, un'ordu era composta da un 40% di cavalleria pesante ed il resto di cavalleria leggera. Tutti i guerrieri, di cavalleria leggera o pesante, portavano un arco del tipo composito sviluppato in Asia, quindi utilizzabile stando anche a cavallo. In battaglia, ogniqualvolta era possibile, la tattica usata era la tulughma ("manovra tipica"): i guerrieri si schieravano in cinque file per jagun, disposti a scacchiera ed ognuno separato da ampi intervalli, con la cavalleria pesante a formare le prime due file e la cavalleria leggera le restanti tre. Quando la battaglia aveva inizio, la cavalleria leggera passava negli intervalli tra gli jagun ed attaccava il nemico con un tiro continuo di frecce e giavellotti; se attaccata, la cavalleria si ritirava lentamente verso la protezione fornita dai guerrieri pesanti, continuando a bersagliare di frecce il nemico. Una volta che il nemico era stato disorganizzato, la cavalleria pesante veniva lanciata alla carica, mentre la cavalleria leggera manovrava sui fianchi del nemico mantenendo un tiro costante; il nemico veniva avvolto ma mai completamente circondato, fatto che lo avrebbe spinto a battersi fino all'ultimo: veniva sempre lasciata una stretta via di scampo da cui potesse fuggire, per poi falciarlo in campo aperto durante la fuga. Un nemico sconfitto veniva inseguito a fondo, anche per molti giorni; ciascun guerriero si portava appresso due o tre cavalli di riserva, in modo da avere sempre una cavalcatura fresca.

## Unità militari in epoca rinascimentale

### Mercenari

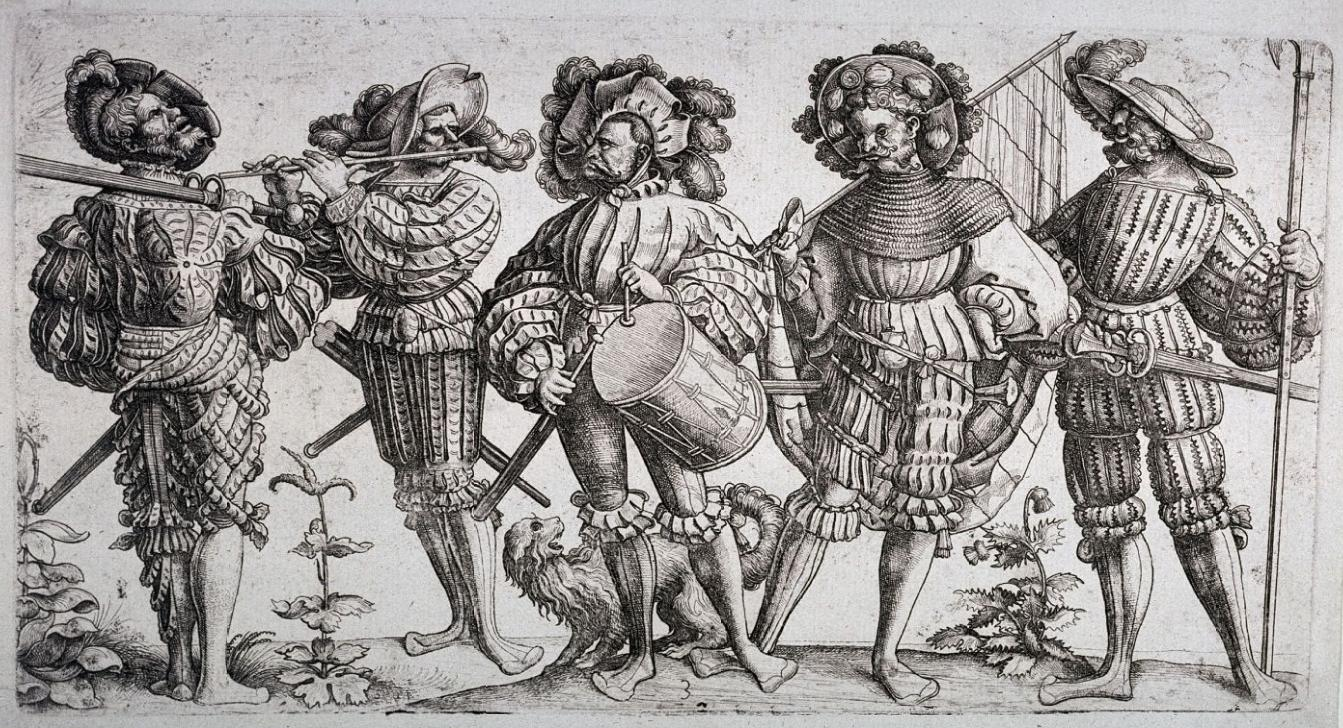
Lanzichenecchi

Attorno al 1300 nascono le prime milizie mercenarie, che, essendo forze armate permanenti, devono basarsi su una disciplina ed un'organizzazione molto più spinta di quella delle milizie feudali, ed anche delle milizie nazionali che nascono nello stesso periodo. Mentre i mercenari svizzeri sono organizzati in insegne (di alcune centinaia di uomini), i Lanzichenecchi presentano una struttura più complessa, l'unità base è il reggimento (Regiment) al cui comando si trova un colonnello (Obrist o Feldoberst), cui sono sottoposti capitano (Hauptmann), luogotenente (Leutenant), addetto alla logistica (Quartiermeister), il capo della polizia interna (Profoss) e il pagatore (Pfenningmeister). Fra la truppa e i sottufficiali si distinguono alfiere (Fänrich o Fahnenträger), tamburo (Trommelschläger), piffero (Pfeifer), maresciallo (Feldweibel), sergente (Gemeinweibel), furiere (Fourier) e caporale (Rottmeister). Come si vede è con queste truppe mercenarie che comincia la distinzione fra ufficiali, sottufficiali e truppa. Il reggimento, che selezionava con prove fisiche chi poteva farne parte e disponeva di un campo d'addestramento, era composto da 10-16 compagnie (Fahnlein) ciascuna di 400 uomini, divise a loro volta in plotoni (Rotten) di 10 uomini o sei uomini armati di spada a due mani e con armatura completa (Doppelsölden, perché pagati il doppio rispetto ai loro commilitoni). I Lanzichenecchi erano ripartiti, oltre che sul piano dell'organica, anche per specializzazione d'impiego: picchieri, colubrinieri, alabardieri e i già citati Doppelsölden (verso il 1515, quando il progredire delle armi da fuoco rese inutili le spade a due mani, i Doppelsolden non scomparvero, ma si trasformarono in picchieri o alabardieri protetti da un'armatura pesante).
Il dispiegamento tattico tanto dei picchieri svizzeri quanto dei lanzichenecchi era su quadrati di 3000-4000 uomini per i primi e 6000-8000 uomini per i secondi, disposti generalmente a scalare su linee di tre quadrati, cui il quadrato avanzato doveva fare da perno di manovra bloccando frontalmente il nemico, mentre i due quadrati arretrati (generalmente più piccoli) dovevano cercare l'avvolgimento su uno dei fianchi.
Altri mercenari al servizio di chi li avesse pagati più lautamente erano i raitri (soldati a cavallo originari della Sassonia armati di spada e pistola), gli stradioti (greci appiedati o a cavallo, protetti alla leggera e dotati di spada, mazza e zagaglia, utilizzati soprattutto dalla Repubblica di Venezia), gli argoulets (cavalleria leggera greca impiegata dai re francesi, con compiti di osservazione e disturbo, armati di spada, mazza e archibugio) e i carabins (cavalieri leggeri d'origine spagnola attivi in Francia verso la fine del XVI secolo, armati di pistola e archibugio).

### Spagna

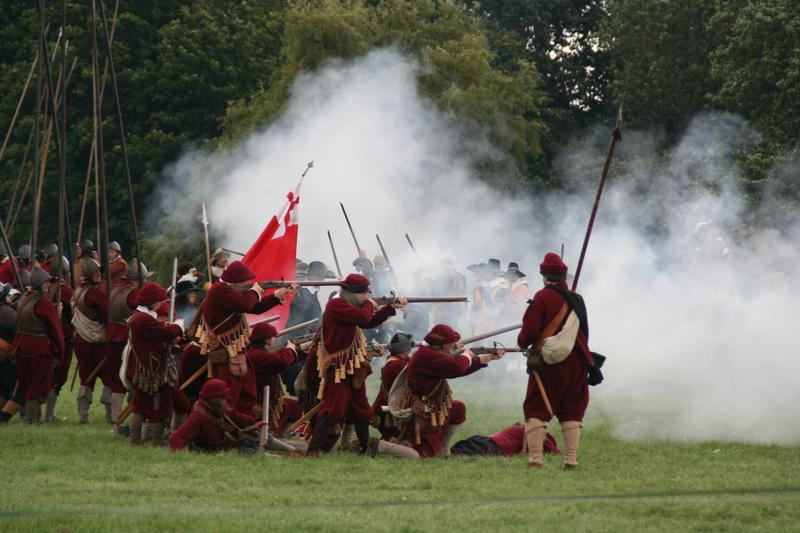
Picchieri e moschettieri in una ricostruzione contemporanea della battaglia di Naseby (1645).

Fra la fine del Medioevo e l'inizio del Rinascimento la potenza della Spagna si diffuse in tutta Europa, l'organizzazione militare di questa nazione si era strutturata in modo estremamente efficace nel corso della riconquista della Spagna dai Mori e nelle guerre che avevano visto combattere fra loro i principi cristiani. L'unità base dell'esercito spagnolo era il tercio, composto da 3000 uomini, fra picchieri e moschettieri, i tercios formarono il nerbo delle forze imperiali, e fino alla Battaglia di Breitenfeld, furono considerati quasi imbattibili. Gli organici ridotti del tercio (che, appunto, inquadrava circa un terzo degli uomini di un quadrato svizzero o tedesco) derivano dal fatto che, con lo sviluppo delle armi da fuoco, una massa compatta come quella dei quadrati del primo rinascimento presentava un bersaglio estremamente pagante anche per le ridotte capacità delle armi da getto dell'epoca. Il problema del tercio, che fu sentito fra gli studiosi militari fino agli ultimi anni del XVII secolo era quello di determinare la proporzione fra picchieri e moschettieri, dato che le caratteristiche delle due specialità si integravano, ma non erano sostituibili. Questo portò ad una progressiva riduzione dei picchieri nei confronti dei moschettieri, tanto che nella seconda metà del XVII secolo i picchieri erano ridotti ad un terzo dei moschettieri. La soluzione definitiva al problema fu trovata nella seconda metà del XVII secolo con l'introduzione fra le armi della baionetta, che permetteva ai moschettieri di operare tatticamente come picchieri, naturalmente la baionetta da sola non avrebbe modificato i campi di battaglia come ha fatto, se, insieme non ci fosse stato un sensibile progresso anche dell'arma da fuoco, che diminuì di peso e aumentò la cadenza di tiro. L'ultima nazione a mettere in campo unità di picchieri fu la Svezia a Poltava (1709). Comunque, ancora nel 1792, nell'Assemblea nazionale francese veniva proposta la creazione di unità di picchieri.

### Mamelucchi
In età mamelucca (1249-1517) la guida dell'Egitto era affidata al Sultano, comandante di tutte le formazioni militari composte da Mamelucchi e di quelle della halqa, formate da soldati non-mamelucchi. Gli ufficiali dei suoi reggimenti si distinguevano in "Amīr di 10" (uomini)", in "Amīr di 40", in "Amīr mi'a muqaddam alf", ossia "comandanti di 100 (cavalieri mamelucchi) e di 1000 (soldati non mamelucchi). Un punto di grave debolezza, che li mise in condizione di essere infine sconfitti dagli Ottomani di Selim I nel 1517, fu tuttavia la loro decisa avversione per le armi da fuoco e le artiglierie, da essi giudicate strumenti "vili" di combattimento, perché evitavano il confronto diretto col nemico.
Le unità mamelucche, che prendevano il nome dal loro comandante-padrone (ad es. Zāhiriyya, da al-Malik al-Zāhir; Ashrafiyya, da al-Malik al-Ashraf) erano di cavalleria (furūsiyya), in pratica guidate da quello che era nei fatti il vice-Sultano, vale a dire l'atābeg al-‘asākir, cioè "atābeg (tutore o reggente) dei soldati".
Nel periodo cosiddetto "circasso" la terza carica sultanale divenne quella di dawādār kabīr, cui era assegnata la percezione delle imposte del Sultanato (quindi una sorta di ministro delle Finanze) ma anche quella della formazione dei reparti militari non-mamelucchi (halqa) e la gestione del barīd (quindi una sorta di ministro delle Comunicazioni e capo del controspionaggio).
Di rilievo militare nel medesimo periodo fu la carica di amīr silāh (lett. "Comandante delle armi") che in periodo cosiddetto "turco" era invece un semplice funzionario di palazzo addetto alla persona del Sultano.

### Impero Ottomano
Fra il Rinascimento e l'epoca moderna si affermò in Europa la potenza turca ottomana, che, partita dalla Penisola anatolica, espanse il suo controllo sulla regione dei Balcani fino all'Ungheria ed all'Ucraina, arrivando nel 1683 ad assediare Vienna. L'esercito turco fino alla fine del XVIII secolo era basato su coscrizione regionale, con corpi speciali che svolgevano compiti particolari. Particolarmente apprezzato era l'ocaq (lett. "famiglia") dei giannizzeri, guardia personale del sultano addestrata fin dall'età pre-adolescenziale al "mestiere delle armi" e dotata della migliore artiglieria dell'epoca. Questi erano organizzati sulla base dell'orta, unità di forza variabile da qualche centinaio a qualche migliaio di uomini; da notare come il termine, leggermente mutato in orda, sia tuttora nel linguaggio comune con significato spregiativo.
Dopo la conquista di Costantinopoli (1453), con l'inizio dell'espansione in Europa, l'esercito turco, pur restando su base feudale nei suoi reparti di cavalleria (akinci), migliorò il suo già ottimo armamento grazie a un addestramento particolarmente curato, superando in molti casi per qualità quello degli altri eserciti europei, seguitando a lungo a contare sul suo dominio nel settore dell'artiglieria.

### Evoluzione tattico-organica della cavalleria
Nel corso di questo periodo le unità di cavalleria ebbero un'evoluzione parallela a quella della fanteria, sia in termini di armamento sia in termini di organica. Alla fine del Medio Evo le unità di cavalleria erano organizzate in lance, su cavalieri armati appunto di lancia e con una protezione estesa a tutto il corpo. Data l'arma offensiva principale (lancia) i cavalieri dovevano impegnare il nemico a forte velocità, tuttavia anche i cavalli più robusti, con il carico del cavaliere e dell'armatura, riuscivano a tenere la velocità massima solo su tratti piuttosto brevi (un centinaio di metri), quindi i cavalieri restavano soggetti per tempi relativamente lunghi al tiro delle nascenti armi da fuoco. Inoltre il singolo cavaliere aveva bisogno di tutto il suo seguito per montare e smontare da cavallo, cosa che diminuiva notevolmente il suo valore tattico. Quindi lo sviluppo delle cavallerie si orientò a ridurre la protezione del cavaliere e, con la nascita dell'accensione a ruota, ad armare anche i cavalieri con armi da fuoco. In questo ambito nacquero i retiri e la tattica del caracollo. Questa tattica presupponeva che i cavalieri, avanzando al trotto, si portassero a distanza di tiro dal nemico e scaricassero su di esso le proprie pistole. Una volta effettuato ciò, la prima riga eseguiva una conversione per lasciare libero il campo di tiro alla riga successiva e, rimettendosi in coda, aveva il tempo di ricaricare le proprie armi. Le conseguenze organiche di questa tattica furono che la cavalleria fu organizzata in grosse unità, su una profondità che arrivava anche a 34 righe.
Questa tattica fu completamente sovvertita da Gustavo Adolfo, re di Svezia, che, organizzando il suo esercito su criteri più moderni, ridusse la protezione della sua cavalleria ad un semplice pettorale e l'addestrò ad operare avanzando sul nemico al galoppo ed impegnandolo con la sciabola invece che con armi da fuoco (carica). A questo punto non sussisteva più la necessità di usare la cavalleria in masse come quelle richieste per il caracollo e, alla fine del XVII secolo, si passò all'utilizzo della cavalleria in squadroni di circa 150 uomini su tre righe.
Le specialità della cavalleria a quell'epoca erano le corazze o mezze corazze, armate di sciabola e pistola e destinate a caricare il nemico (fanteria e cavalleria) con compiti risolutivi della battaglia; i dragoni, armati di archibugio o moschetto, destinati a fungere come fanteria montata per azioni rapide su punti critici del nemico ed infine i "cavalli leggeri", destinati all'esplorazione ed allo sfruttamento del successo dopo la battaglia. In genere i cavalleggeri avevano denominazioni diverse a seconda dei paesi di origine, fra essi gli ussari ungheresi; differenti erano gli husaria (lancieri alati) polacchi, organizzati sul modello ungherese ma più simili ad una cavalleria pesante con lunghe lance e corazza. Il valore di questi cavalieri venne dimostrato alla battaglia di Vienna del 1683 nella carica sotto la guida di Jan III Sobieski. La percentuale di cavalleria negli eserciti europei tende a diminuire fino alla riforma di Gustavo Adolfo, per aumentare successivamente fino ad arrivare a circa due terzi della forza totale alla fine della guerra dei trent'anni.

## Unità militari in epoca moderna e napoleonica

### La Prussia e gli eserciti settecenteschi
Le innovazioni nel campo delle armi da fuoco introdotte sul finire del XVII secolo ebbero profondi effetti anche nell'organizzazione e nello schieramento degli eserciti: l'adozione generalizzata dei più semplici fucili a pietra focaia, in luogo delle ingombranti armi a miccia o a ruota, consentì di ridurre lo spazio necessario al maneggio delle armi, e quindi di restringere i ranghi dei fucilieri accrescendo la potenza di fuoco che una formazione poteva scatenare; inoltre, l'introduzione della baionetta rese del tutto superflua la funzione dei picchieri, che infatti andarono progressivamente scomparendo nei primi anni del Settecento. La maggiore velocità di caricamento delle armi data dall'introduzione delle cartucce fece puntare l'attenzione sulla potenza di fuoco, con gli uomini addestrati a sparare e ricaricare il più velocemente possibile; le dense formazioni a quadrato cedettero il posto a schieramenti lineari, che guadagnavano in fronte quanto perdevano in profondità: i soldati erano disposti su tre file (originariamente quattro, ma a volte ridotte anche a due), la prima in ginocchio, la seconda in piedi, e la terza che infilava le canne dei fucili tra gli spazi della seconda, ed ognuna di queste si alternava nello sparare e ricaricare, in modo da mantenere un fuoco continuo sul nemico.
L'esempio tipico di un esercito del XVIII secolo era l'esercito prussiano di Federico Guglielmo prima e di Federico II poi, forza presa a modello da molte altre nazioni dopo i suoi successi nella guerra di successione austriaca (1741 - 1748) e nella guerra dei sette anni (1756 - 1763). Corpo centrale dell'armata prussiana era la fanteria, la cui organizzazione era stata particolarmente curata dal re Federico Guglielmo: non essendoci formazioni permanenti più grandi, l'unità di base era il reggimento (inizialmente forte di 50 ufficiali, 160 sottufficiali, 1.200 uomini di truppa e 50 musicanti, ma in seguito incrementato fino ad un totale di 1.800 uomini), normalmente formato da due battaglioni (più raramente tre, ma spesso ridotti ad uno a causa delle perdite in battaglia); i battaglioni costituivano l'unità tattica di base (il reggimento era praticamente solo un'unità amministrativa), e non sempre i due battaglioni di uno stesso reggimento prestavano servizio insieme. I reggimenti erano comandati da un colonnello-comandante (o Chef, più spesso con il grado di generale), responsabile delle attività amministrative e finanziarie al punto che poteva considerare l'unità come una sua "proprietà privata"; sovente, i reggimenti portavano il nome del loro Chef attualmente in servizio. Ogni battaglione, guidato da un colonnello o da un maggiore, comprendeva cinque compagnie di fucilieri ed una di granatieri, comandate ciascuna da un capitano; anche in questo caso le compagnie erano poco più che unità amministrative, ed in battaglia il battaglione era diviso in otto plotoni, sovente accoppiati a due a due per formare una "divisione". Le unità di granatieri persero progressivamente la loro funzione originaria (il lancio delle granate), per divenire semplicemente delle unità scelte che ricomprendevano i soldati migliori, più esperti e coraggiosi; le compagnie granatieri normalmente non prestavano servizio con il loro reggimento d'origine, ma all'inizio di una campagna le unità di due reggimenti (e quindi quattro compagnie) formavano un battaglione ad hoc di granatieri, a cui spesso venivano affidati gli incarichi più pericolosi.
La cavalleria prussiana era stata notevolmente trascurata da Federico Guglielmo, ma il suo successore Federico II vi dedicò più attenzioni; come negli altri eserciti europei, le specialità erano sostanzialmente tre: i corazzieri o "cavalleria pesante" (utilizzati per le cariche e le azioni d'urto), gli ussari o "cavalleria leggera" (specialità originaria dell'Ungheria ma diffusasi ben presto in tutta Europa, erano utilizzati per la ricognizione e l'inseguimento), e i dragoni o "cavalleria media" (che, avendo perso quasi del tutto la loro prerogativa di "fanteria a cavallo", erano ormai diventati una unità di cavalleria vera e propria, utilizzabile in entrambe le funzioni delle specialità precedenti). L'organizzazione rispecchiava in parte quella della fanteria: non esistevano unità permanenti al di sopra del reggimento, che era un'unità unicamente amministrativa; unità tattica di base era lo squadrone, a sua volta diviso in due compagnie di due plotoni ciascuna. I reggimenti pesanti e medi disponevano di cinque squadroni, ognuno forte di 6 ufficiali, 12 sottufficiali, 150-160 militari di truppa e 4 musicanti (due tamburini e due trombettieri); i reggimenti di ussari disponevano invece di dieci squadroni, ognuno forte di 3 ufficiali, 8 sottufficiali, 102 militari di truppa ed un trombettiere, ma raramente tutti gli squadroni di un reggimento venivano utilizzati insieme contemporaneamente, essendo abituale impiegarli singolarmente. In battaglia, la formazione tipica prevedeva uno schieramento su tre file: la prima, costituita dalla cavalleria pesante, era impiegata nelle cariche per travolgere il nemico ed aprire falle nel suo schieramento; la seconda, costituita di solito dalla cavalleria media, seguiva la prima ed eventualmente manovrava sui fianchi della formazione nemica; la terza, costituita dalla cavalleria leggera, veniva impiegata come riserva, entrando in battaglia solo per inseguire il nemico sconfitto o per proteggere la ritirata delle proprie truppe.
A livello superiore l'esercito (che, all'epoca, era composto da un numero relativamente limitato di effettivi), per motivi di comando e controllo, era diviso grossolanamente in tre forze: in marcia un'avanguardia, un centro ed una retroguardia, organizzati con tre comandi diversi (ma tutti dipendenti dal generale comandante l'esercito, che solitamente era anche il comandante del centro); queste forze, quando l'esercito si spiegava per il combattimento, formavano il centro, l'ala destra e l'ala sinistra dello schieramento. Comunque nel corso del XVIII secolo tutti e tre questi reparti operavano in modo congiunto, tenendosi fra loro ad una distanza minima, tale da poter intervenire immediatamente in aiuto del reparto minacciato.

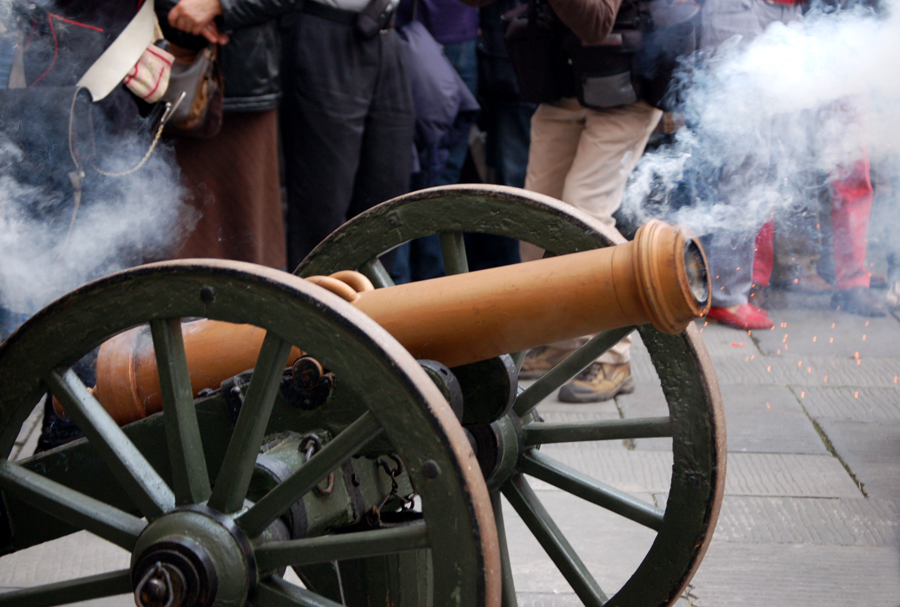
Ricostruzione (funzionante) di cannone da 2 lb di epoca napoleonica

Nel XVIII secolo avvenne un evento rivoluzionario per l'artiglieria, in quanto il generale francese Gribeauval, basandosi sulle esperienze della guerra dei sette anni, che aveva seguito come osservatore, trasformò radicalmente l'artiglieria, standardizzando i calibri ed alleggerendo notevolmente gli affusti. La riforma di Gribeauval si estese, dalla Francia da cui era partita, in tutta Europa e praticamente dettò le linee di sviluppo dell'artiglieria fino alla guerra di Crimea. Oltre alla standardizzazione dei calibri si deve a lui la suddivisione dell'artiglieria nelle classi da fortezza, da costa, da assedio e da campagna. Mentre le prime due classi erano sostanzialmente fisse, le altre erano incavalcate su affusti ruotati. Per quanto riguarda l'artiglieria da campagna (che era quella che doveva seguire l'esercito in manovra) furono stabiliti tre calibri (4, 8 e 12 libbre) per i cannoni e due calibri (6 e 8 libbre) per gli obici. Con questa riforma l'artiglieria da campagna fu anche organizzata in batterie di 8 pezzi, destinate ad operare come singola unità sul campo di battaglia e ad ogni divisione di fanteria (4 reggimenti) fu assegnata una batteria di artiglieria, creando così il primo abbozzo di grande unità pluriarma, già proposta nel 1761 dal maresciallo de Broglie.

### La rivoluzione francese e laGrande Arméenapoleonica
Gli eventi convulsi della rivoluzione francese ebbero effetti anche sull'organizzazione militare del vecchio esercito reale francese, primo fra tutti l'introduzione della leva militare per tutti i maschi di età compresa fra 18 e 25 anni (23 agosto 1793). Le riforme maggiori si ebbero nel gennaio del 1794 ad opera di Lazare Carnot: il termine "reggimento" venne abolito perché ritenuto troppo legato all'Ancien Régime, e tutta la fanteria venne riorganizzata in demi-brigade (letteralmente "semi-brigate") di tre battaglioni ognuna; la demi-brigate era ottenuta riunendo ad un battaglione del vecchio esercito reale francese due battaglioni di coscritti o della Guardia nazionale rivoluzionaria, combinando così, secondo il principio dell'amalgama (Amalgame), l'addestramento e la disciplina delle truppe regolari con il fervore rivoluzionario dei coscritti. Le demi-brigate di fanteria erano classificate come "di linea" (Demi-brigate de Bataile, poi Demi-brigate de Ligne) o "leggere" (Demi-brigate Légère), essendo queste ultime destinate alle azioni di schermaglia in ordine sparso; in ogni caso questa distinzione era solo formale, visto che anche le unità di linea erano addestrate ad operare come fanteria leggera, e viceversa. Ognuno dei battaglioni di una demi-brigate comprendeva otto compagnie di fucilieri su tre ufficiali, 15 sottufficiali, due tamburini e 104 soldati, ed una compagnia di granatieri (che riuniva gli uomini migliori) forte di tre ufficiali, 14 sottufficiali, due tamburini e 64 soldati; era inoltre aggregata ad ogni demi-brigate una batteria d'artiglieria "reggimentale" con sei (poi tre) pezzi da 4 libbre.
La tattica di base prevedeva che il battaglione regolare si schierasse in linea al centro, per fornire appoggio di fuoco ai battaglioni di coscritti che, schierati in colonna sui due lati, compivano rapidi assalti frontali contro il nemico; questa tattica di base venne portata avanti e sviluppata successivamente da Napoleone Bonaparte nel sistema dell'ordre mixte, applicata a tutti i livelli dal battaglione alla divisione: una unità forniva fuoco di copertura mentre le altre caricavano alla baionetta, alternandosi nei due compiti. Le unità di cavalleria mantennero invece la vecchia designazione di "reggimenti", composti ognuno da un numero variabile di squadroni (da tre a sei, di solito quattro) su due compagnie; le specialità rimasero quelle settecentesche, con cavalleria pesante, leggera e media (i dragoni). A livello superiore, l'esercito continuò ad essere organizzato in "divisioni" (combinando insieme un numero variabile di demi-brigate, squadroni di cavalleria e batterie d'artiglieria), a loro volta inquadrate in "armate" più ampie, in pratica dei piccoli eserciti indipendenti (ben 13 nel 1795).
Il termine "reggimento" venne ufficialmente reintrodotto in luogo di demi-brigate nel settembre del 1803, dopo la definitiva presa del potere da parte di Napoleone; le unità di fanteria continuavano ad avere tre battaglioni (in alcuni casi quattro), ognuno su sette compagnie di fucilieri (fusiliers per i reggimenti di linea, chasseurs per quelli leggeri), una di granatieri (grenadiers, carabiniers per quelli leggeri) ed una di fanteria leggera specificamente designata per fungere da schermagliatori (voltigeurs per quelli di linea, flanqueurs per i leggeri). Un'ulteriore riforma della struttura dei reggimenti si ebbe nel febbraio del 1808, quando l'organico di ognuno di essi venne portato a quattro battaglioni effettivi ed un "battaglione deposito", quest'ultimo destinato all'addestramento delle reclute e a fornire rimpiazzi per gli altri battaglioni; l'organico dei singoli battaglioni venne diminuito a quattro compagnie fucilieri, una di granatieri ed una di schermagliatori. L'organizzazione della cavalleria rimase di fatto invariata (eccezion fatta per l'introduzione di una nuova specialità, i lancieri, che, benché parte della cavalleria leggera, erano usati come forza d'urto), con lo squadrone come unità tattica di base. L'artiglieria venne organizzata in due specialità, "a piedi" o "a cavallo", ed organizzata in reggimenti di due battaglioni su 20 compagnie.

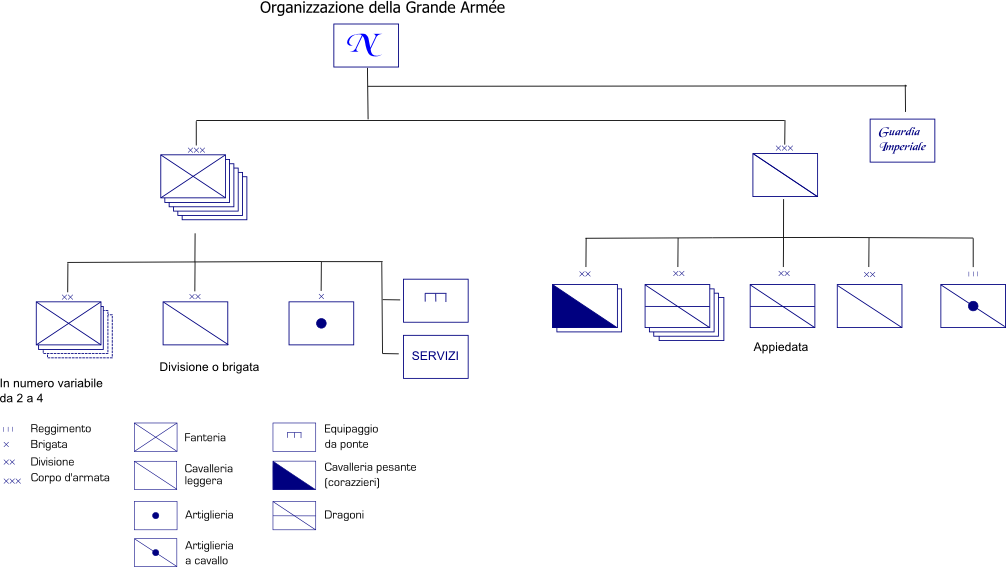
Organizzazione della Grande Armée nella campagna del 1805

Le maggiori innovazioni di organica si ebbero ai livelli superiori: come prima cosa, vennero abolite tutte le armate indipendenti dell'epoca rivoluzionaria, riunendo le principali forze da campagna in un'unica Grande Armée sotto il comando centralizzato dello stesso imperatore coadiuvato da Grand Quartier Général, di fatto uno dei primi esempi di stato maggiore; tale armata venne suddivisa in corpi d'armata semi-autonomi, di fatto piccoli eserciti in miniatura con in organico truppe delle tre armi, ognuno capace di sostenere da solo uno scontro, ma tutti disposti ad uno-due giorni di marcia l'uno dall'altro, onde permettere un rapido ricongiungimento dell'intera armata. La composizione di un corpo d'armata poteva variare moltissimo, anche durante una stessa campagna, adattandosi alla situazione del momento; in genere, un corpo d'armata disponeva di un certo numero di divisioni di fanteria (di solito due o tre, ognuna formata da due o più brigate di due reggimenti ciascuna, con in appoggio una batteria a piedi di sei cannoni), una divisione di cavalleria leggera (con due o più brigate di cavalleria leggera su due o tre reggimenti, con in appoggio una batteria di artiglieria a cavallo di sei cannoni), un distaccamento d'artiglieria con dodici pezzi da 12 libbre, nonché unità del genio, pontieri, mediche e di approvvigionamento. Le unità di cavalleria pesante e media venivano raccolte di solito in apposite divisioni a loro volta riunite in una "Riserva di cavalleria", di fatto un corpo d'armata composto solo da truppe montate.

### La guerra di secessione americana
Il sistema militare dei neonati Stati Uniti d'America differiva da quello delle nazioni europee contemporanee. L'esercito regolare statunitense (United States Army) era una formazione piccola: nel 1861, allo scoppio della guerra di secessione americana, esso comprendeva appena 16.000 uomini su una popolazione totale di circa 31 milioni di abitanti; le truppe regolari erano divise in dieci reggimenti di fanteria (ognuno su due battaglioni di otto compagnie ciascuno), cinque reggimenti di cavalleria (ognuno su tre battaglioni di due squadroni ciascuno), e quattro reggimenti di artiglieria (ognuno su dieci batterie di sei pezzi ciascuna), ma nel corso del conflitto vennero aggiunti ulteriori nove reggimenti di fanteria, uno di cavalleria ed uno di artiglieria.
Sia l'Unione che la Confederazione fecero massiccio ricorso per i propri ranghi al sistema delle milizie statali: i governatori dei vari Stati ricevevano periodicamente dai governi centrali la richiesta di fornire un dato numero di reggimenti; il governatore sceglieva quindi una personalità eminente del suo Stato e le conferiva il comando di un reggimento (di solito con il grado di tenente colonnello), incaricandola di reclutare il personale e di scegliersi gli ufficiali, le cui designazioni erano confermate dal governatore e approvate poi dal ministero della guerra. I reggimenti volontari di fanteria avevano ognuno dieci compagnie composte da tre ufficiali, 13 sottufficiali, due tamburini e 60-80 soldati, tutte persone provenienti da una ristretta area geografica; i reggimenti volontari di cavalleria avevano ognuno quattro, cinque o sei squadroni, ciascuno formato da due compagnie comprendenti ognuna tre ufficiali, 14 sottufficiali, due trombettieri, sei artigiani (fabbri, maniscalchi, sellai) e 56 soldati; i reggimenti volontari di artiglieria avevano ognuno 12 batterie di sei o otto pezzi divise in sezioni di due pezzi ciascuna, e composte da tre - cinque ufficiali, 14-20 sottufficiali, due musicisti, e 58-122 soldati.
Unità tattica di base era la brigata, forte di quattro o cinque reggimenti e con un organico teorico di 5.000 uomini (nella realtà, spesso molti di meno); da due ad un massimo di sei brigate (di solito tre) formavano una divisione, e due o più divisioni formavano un corpo d'armata. Le divisioni erano unità monoarma, o interamente di fanteria o interamente di cavalleria; l'artiglieria operava praticamente sempre a livello di batteria, assegnate in numero variabile a ciascuna divisione.

### Il Sudafrica: boeri e zulu
Del tutto peculiari erano le organizzazioni militari di due popolazioni dell'attuale Sudafrica: il regno africano degli zulu, e le piccole repubbliche bianche dei boeri.
Al contrario di molte altre popolazioni africane, gli zulu seguivano un rigido sistema di organizzazione militare, messo a punto dal re Shaka a cavallo tra '700 ed '800. La struttura di base era fondata su reggimenti (amabutho, al singolare ibutho) diversificati in base all'età dei loro componenti: ogni due anni, il re convocava tutti i giovani che avevano compiuto 18 o 19 anni e li riuniva in un unico reggimento, affidando loro anche una zona in cui erigere la caserma (ikhanda) dove sarebbero stati acquartierati durante tutto il servizio; i guerrieri rimanevano in armi fino a che il re non concedeva a tutto il reggimento il permesso di sposarsi (di solito al compimento dei 30 anni, ma in casi di emergenza il servizio poteva essere prolungato fino ai 40 anni): in questo caso il reggimento passava dal servizio attivo alla riserva nazionale, convocata solo in caso di gravi emergenze. In battaglia gli amabutho erano le unità tattiche di base, divisi in due ali a loro volta suddivise in compagnie di 50-70 guerrieri ciascuna, per un totale di circa 1.500 uomini per ogni reggimento (in alcuni casi potevano essere di più); i comandanti delle singole compagnie erano eletti direttamente dai guerrieri, mentre i comandanti delle ali ed il comandante dell'intero esercito erano nominati dal re (che solo raramente guidava i guerrieri in battaglia). La formazione d'attacco tipica era la impondo zankomo ("le corna della bestia"): un gruppo di amabutho veterani formava il centro dello schieramento ("petto") che lanciava un attacco frontale contro il nemico; gli amabutho più giovani formavano invece due ali ("corna") che compivano un movimento accerchiante sui due lati del nemico; altri guerrieri veterani erano tenuti in riserva ("fianchi") dietro il centro.
Le due piccole repubbliche boere del Sudafrica, lo Stato Libero dell'Orange ed il Transvaal, disponevano di ridottissime forze armate regolari, principalmente unità di polizia paramilitare e di artiglieria; il grosso dell'esercito boero era formato da una milizia di cittadini armati, convocata solo in caso di guerra. Il territorio delle repubbliche era diviso in un certo numero di distretti elettorali, ognuno dei quali doveva fornire in caso di mobilitazione un commando di uomini armati; la responsabilità di radunare gli uomini spettava ai veldkornets (magistrati locali, di solito due o tre per distretto): tutti gli uomini abili tra i 16 e i 60 anni avevano il dovere di presentarsi, equipaggiati a proprie spese di fucile, cavallo, munizioni e razioni per otto giorni. Le dimensioni dei commando variavano a seconda della popolazione del distretto, andando da un minimo di 200 ad un massimo di 3.000 uomini; gli uomini non erano pagati, in quanto il loro servizio era considerato un necessario dovere civile collettivo. Il commando era guidato da un commandant, eletto dagli uomini (burghers) ai suoi ordini; il commandant di solito prendeva i veldkornets del distretto come propri ufficiali inferiori, mentre il presidente poteva nominare dei vecht commandants per guidare i gruppi formati da più commando. L'autorità degli ufficiali sugli uomini dipendeva solo dalla loro personalità o reputazione: un ufficiale poteva dare ordini, ma non poteva obbligare gli uomini ad eseguirli o punirli se non lo facevano; tutte le decisioni di tattica o di strategia venivano prese in pubblici consigli di guerra (krygksraad) tramite votazione: un burgher era libero di ignorare la decisione, ma se dava il suo appoggio era moralmente tenuto a seguire le indicazioni prese.

## Unità militari contemporanee

### Prima guerra mondiale
Dopo l'epoca napoleonica il sistema dei corpi d'armata fu accolto anche nelle altre nazioni europee, mentre la divisione continuò ad essere praticamente un'unità monoarma (anche se fornita di artiglieria propria) fino alla prima guerra mondiale. Nel corso della prima guerra mondiale l'unità di impiego, dato il fronte ristretto e congestionato su cui operavano le truppe, fu il reggimento, mentre la divisione ebbe compiti praticamente solo amministrativi e l'impiego a livello di grande tattica avvenne nei corpi d'armata. Dopo il 1916 l'esercito tedesco, sviluppando le nuove tattiche di fanteria basate sull'iniziativa dei comandanti a livello inferiore, rivalutò l'importanza tattica del battaglione, che non fu più solo una divisione amministrativa del reggimento, ma divenne l'unità minima per l'impiego tattico, mentre negli altri eserciti coinvolti in guerra questa rivoluzione tattica non fu sviluppata fino a dopo la guerra, quando fu possibile studiare gli scritti teorici dello Stato Maggiore tedesco. Nel corso della guerra l'arma che ebbe la massima evoluzione organica fu l'artiglieria, che fu suddivisa in artiglieria di divisione, artiglieria di corpo d'armata ed artiglieria di armata, in base alla maggiore unità a cui era sottoposta. Questa suddivisione in base all'organico si rifletteva anche sui calibri, in quanto l'artiglieria di divisione (in prossimità della prima linea) doveva essere sufficientemente mobile per sfuggire al tiro di controbatteria nemico e riprendere una nuova posizione in tempi relativamente brevi, quindi non poteva avere un calibro eccessivo. In base a considerazioni simili i calibri dell'artiglieria di corpo d'armata erano maggiori e i pezzi dell'artiglieria d'armata avevano calibri tali che spesso erano richiesti serventi in numero molto elevato solo per caricare il pezzo.

### La guerra corazzata
Dopo la prima guerra mondiale lo sviluppo dei mezzi corazzati spinse allo studio di nuovi tipi di divisione, in cui operassero congiuntamente aliquote delle varie armi, così, a fianco delle divisioni di fanteria, furono create divisioni di cavalleria in cui erano previsti battaglioni o compagnie di unità corazzate o blindate e, nella seconda metà degli anni '30, divisioni corazzate, in cui operavano congiuntamente reggimenti corazzati e di fanteria.
In Italia nel 1939, con la riforma Pariani fu tentato l'esperimento della "divisione binaria", cioè di una divisione in cui fossero presenti solo due reggimenti di fanteria invece dei tre inquadrati generalmente. Questa riforma, che avrebbe dovuto portare ad unità combattenti più flessibili (ovviamente a spesa di un maggior rapporto fra personale amministrativo e personale combattente) nella realtà italiana condusse ad unità troppo deboli in attacco, soprattutto per la cronica mancanza di artiglierie moderne del Regio Esercito e per la mancata motorizzazione totale delle divisioni, che pure era prevista. La maggiore conseguenza della riforma Pariani fu che, all'inizio della seconda guerra mondiale, non tutte le divisioni erano ancora state organizzate sul nuovo ordinamento, quindi parte delle divisioni era di un tipo e parte di un altro.
Durante il conflitto si ebbe inoltre una convergenza tra carro armato e artiglieria, con la creazione dell'artiglieria semovente, formata da scafi di carro armato con un pezzo di artiglieria di grosso calibro posto direttamente sullo scafo; di questi vennero formate delle unità organiche che tuttora fanno parte delle unità corazzate e meccanizzate.

### Evoluzione dell'organica nel secondo dopoguerra
Nel corso della seconda guerra mondiale la diluizione delle truppe nell'area del combattimento portò ad una situazione che
non era confrontabile con quella del precedente conflitto mondiale, in cui le truppe erano ammassate su fronti molto ristretti, quindi anche l'organica fu costretta ad adeguarsi a questa nuova realtà del campo di battaglia. L'unità di impiego delle unità combattenti divenne il battaglione, coordinato a livello divisione per un'operazione di grande tattica. Il corpo d'armata divenne un'unità praticamente amministrativa, mentre, dato il gran numero di truppe impiegate sui vari teatri di guerra, fu creata una grande unità superiore all'armata, cioè il gruppo di armate.
Nel corso della guerra apparve sempre più spesso chiaro che la divisione non era la formazione più adatta ai compiti richiesti dalla guerra mobile, la quale necessitava frequentemente di unità di manovra più snelle, seppure autosufficienti per supporto logistico e appoggio di fuoco.
Fu per questo che nel 1941 l'esercito tedesco riorganizzò le sue divisioni corazzate (Panzerdivision) trasformandole in divisioni binarie, su un reggimento corazzato ed un reggimento di fanteria meccanizzata, oltre alle unità di artiglieria e di supporto logistico. Nelle operazioni sul fronte russo, all'inizio dell'operazione Barbarossa le Panzerdivision tedesche vennero raggruppate in gruppi corazzati, unità fortemente mobili, ma nel 1942 prima della battaglia di Stalingrado, i gruppi vennero trasformati in armate corazzate con un aumento di effettivi in termini di fanteria ed artiglieria con un maggiore supporto ma una netta diminuzione della mobilità. Tuttavia anche questa riduzione organica non fu sufficiente, e, nella seconda metà della guerra, soprattutto dopo lo sbarco alleato in Normandia, i comandanti di divisione ricorsero sempre più spesso ai gruppi di combattimento (Kampfgruppe), unità pluriarma create ad hoc per operazioni particolari dalla consistenza variabile.
Nell'esercito statunitense le divisioni di fanteria, sempre ternarie, quando necessario venivano divise in RCT (Regimental Combat Team), analoghi ai Kampfgruppe tedeschi, ma su base strettamente organica, comprendendo un reggimento della divisione più uno dei gruppi dell'artiglieria divisionale, secondo un concetto molto simile a quello che farà tornare in auge la "Brigata" nel dopoguerra.
Invece le divisioni corazzate, vennero organizzate differentemente: i vari battaglioni non erano inquadrati in reggimenti ed erano alle dirette dipendenze della divisione, la quale aveva tre comandi subalterni chiamati "Combat Command" (A e B, più R (reserve)) senza forze assegnate che assumevano il controllo operativo dei vari battaglioni e dei supporti a seconda della missione assegnata, secondo concetti molto simili al "Kampfgruppe" tedesco. Fu con queste strutture che l'US Army combatté la Guerra di Corea, mentre successivamente negli anni sessanta i combat command vennero convertiti in brigate.
Dopo la seconda guerra mondiale, nel periodo della guerra fredda, in ambito NATO le divisioni restarono sostanzialmente ternarie, almeno inizialmente, con due reggimenti di fanteria ed un reggimento corazzato (divisione di fanteria) o due reggimenti corazzati ed un reggimento di fanteria meccanizzata (divisione corazzata) .
Comunque la struttura organica divisionale era tale che fosse possibile operare per combat command sostenendo carri armati e fanterie con gruppi dell'artiglieria divisionale, come avveniva nell'esercito statunitense durante la seconda guerra mondiale con l'uso degli "RCT": fu questa la struttura su cui si allinearono quasi tutti gli eserciti facenti parte del "Patto Atlantico".
Durante gli anni '50, supponendo che anche le forze terrestri avrebbero dovuto sostenere i combattimenti nell'ambito di un conflitto nucleare, gli USA tentarono di trasformare le proprie divisioni rendendole capaci di schierare cinque raggruppamenti autosufficienti di dimensioni decisamente più piccole dei precedenti reggimenti, creando così le "Pentomic Division", costituite da cinque unità equiparabili a grossi battaglioni "misti" composti da compagnie di carri, di fanteria e di batterie d'artiglieria.
Tale trasformazione si rivelò un semplice esperimento che venne abbandonato già nei primi anni '60, quando si tornò ad una divisione capace di esprimere tre "Combat Command" che vennero ridesignati "Brigate", sempre senza forze assegnate come era stato per le sue divisioni corazzate durante l'ultimo conflitto mondiale e con sub-unità più convenzionali costituite da battaglioni monoarma: questa è l'organizzazione con la quale l'US Army ha combattuto la guerra del Vietnam e che ha mantenuto fino agli anni '90.
Con l'abbandono della "Pentomic Division" da parte statunitense, gli altri paesi aderenti alla NATO trasformarono le proprie divisioni passando dalla struttura reggimentale a quella più flessibile basata su "Brigate", che già organicamente erano autosufficienti e dotate di artiglieria, anche se con organici fissi e predefiniti, a differenza degli statunitensi.
I paesi aderenti al patto di Varsavia invece, hanno sempre mantenuto la rigida struttura divisionale su base reggimentale ternaria, seppure l'aggiunta dei supporti di artiglieria e del genio, oltre che logistici a tali reggimenti, abbiano reso questi ultimi praticamente paragonabili alle brigate occidentali e la differenza fosse sostanzialmente e puramente nominale.
Con la fine della guerra fredda gli eserciti hanno ridotto il numero di effettivi e, nella maggior parte degli stati, è stato abolito il servizio di leva. Le divisioni, con il loro numero estremamente elevato di soldati raggruppati sotto un singolo comando (la divisione NATO aveva un numero di effettivi prossimo a 12.000), non rappresentano più la soluzione ottimale per comando e controllo delle unità sul campo.
Inoltre l'impiego tipico dei militari (almeno nelle nazioni NATO ed ex patto di Varsavia) è diventato quello in operazioni di peace keeping, quindi basato su numero di effettivi ridotto e con necessità di una struttura di controllo quanto più flessibile possibile. Per questi motivi si sta tendendo ad eliminare le divisioni nell'organica, sostituendole direttamente
con brigate, cioè unità su più battaglioni con i relativi servizi ed armi di accompagnamento.
Nell'Esercito Italiano, pur eliminando i comandi divisionali dotati organicamente di brigate predefinite in numero fisso, si è operato in modo leggermente diverso ai livelli organicamente più bassi, ristrutturando (ma non sempre) i battaglioni in reggimenti su un unico battaglione (invece che su tre) più una compagnia servizi che dovrebbe espletare la parte logistica ed amministrativa; le brigate sono poi state organizzate su alcuni reggimenti di fanteria o cavalleria corazzata così creati e su reggimenti delle armi di appoggio (vedi organigramma della brigata Corazzata Ariete).

#### US Marine Corpse Reggimento San Marco
Il corpo dei Marines degli Stati Uniti (USMC), partendo da unità convenzionali (reggimenti e divisioni), costituisce ed impiega unità complesse (MEF - Marine Expeditionary Force e MEU) che hanno anche un'aviazione d'attacco organica, come sono organici artiglieria e blindati. Per esempio, una MEU (Marine Expeditionary Unit) è una unità integrata a livello di reggimento che ingloba:
- un battaglione di fanteria,
- un gruppo aereo,
- un battaglione logistico da combattimento.

Una struttura simile si trova nella Brigata marina "San Marco" della Marina Militare Italiana, dotata di elicotteri leggeri e medi e di mezzi da sbarco, inquadrati nel Gruppo Mezzi da Sbarco.

#### Adeguamento dell'organica per missioni internazionali
Poiché gli impegni internazionali tendono a creare unità complesse multinazionali, l'Esercito Italiano recentemente ha ricreato la struttura a livello di divisione, intesa come comando senza forze proiettabile, quindi una struttura con stato maggiore e comunicazioni che va integrata di volta in volta con le unità necessarie alla missione da assolvere. Ovviamente, alcune di queste unità possono essere di altri paesi, come ad esempio avviene nella KFOR in Bosnia ed Erzegovina; spesso queste unità sono composte da paesi che hanno in comune la dottrina militare e l'appartenenza ad un'alleanza, tipicamente la NATO, ma anche a livello UEO, come la Forza da sbarco SILF (spanish-italian landing force) italo-spagnola o la Divisione franco-tedesca esistenti da tempo.

#### Divisione standard delle truppe
Nella maggior parte delle operazioni militari, le forze armate adottano la seguente suddivisione:
| Simbolo | Nome                                                                      | Numero del personale | Comandante                      |
| ------- | ------------------------------------------------------------------------- | -------------------- | ------------------------------- |
| XXXXXX  | Teatro                                                                    |                      | Generale o superiore            |
| XXXXX   | Gruppo d'armate                                                           | 200.000 +            | Generale o superiore            |
| XXXX    | Armata                                                                    | 100.000 - 150.000 +  | Generale                        |
| XXX     | Corpo d'armata                                                            | 40.000 - 80.000      | Generale di corpo d'armata      |
| XX      | Divisione                                                                 | 10.000 - 20.000      | Generale di divisione           |
| X       | Brigata                                                                   | 3.000 - 5.000        | Generale di brigata             |
| III     | Reggimento                                                                | 2.000 - 3.000        | Colonnello o Tenente colonnello |
| II      | Battaglione (fanteria) Gruppo squadroni (cavalleria) Gruppo (artiglieria) | 300 - 1.000          | Maggiore o Tenente colonnello   |
| I       | Compagnia (fanteria) Squadrone (cavalleria) Batteria (artiglieria)        | 60 - 250             | Tenente o Capitano              |
| •••     | Plotone (fanteria) Plotone carri (cavalleria) Sezione (artiglieria)       | 30 - 40              | Sottotenente o Maresciallo      |
| ••      | Sezione (fanteria)                                                        | 15 - 20              | Maresciallo                     |
| •       | Squadra (fanteria) Carro (cavalleria) Pezzo (artiglieria)                 | 6 - 13               | Sergente o Caporal Maggiore     |